# Cakchiquel
Cakchiquel, eller Kaqchiquel, ibland även stavat Kaqchikel, är ett mesoamerikanskt språk och en medlem i den quichan-mameanska grenen av mayaspråken. Språket talas av de indianska Kaqchikelfolken i centrala Guatemala och är nära besläktat med Quiché och Tz'utujil.